# Fechtweltmeisterschaft 1952
Die 8. Fechtweltmeisterschaft fand 1952 in Kopenhagen statt. Da im selben Jahr in Helsinki die Olympischen Sommerspiele stattfanden, wurde lediglich der nichtolympische Mannschaftswettbewerb im Damenflorett ausgetragen.

## Damen

### Florett, Mannschaft
| Platz | Land       | Sportlerinnen                                                                                       |
| ----- | ---------- | --------------------------------------------------------------------------------------------------- |
| 1     | Ungarn     | Ilona Elek, Margit Elek, Magda Nyári-Kovács, Magda Zsabka                                           |
| 2     | Frankreich | Kate Delbarre, Odette Drand, Renée Garilhe, Francoise Gouny, Liliane Guyonneau, Françoise Mailliard |
| 3     | Italien    | Irene Camber, Welleda Cesari, Alberta Lorenzoni, Silvia Strukel, Jenny Zanelli                      |